# Pseudonim
Pseudonim (starogrčki ψεῦδο = 'lažno', ονυμα = 'ime') jest lažno, drugo ime pomoću kojega se neka osoba predstavlja s ciljem zatajivanja svog pravog identiteta ili kao način da se osoba predstavi u drugom svjetlu ili za razbijanje predrasuda oko podrijetla ili pripadnosti pojedinom spolu.
Može se nazvati i umjetničko ime, ili alias (od latinskog aliās - na drugi način) ili akronimom a.k.a (od engleskog also known as - poznat kao). Kod pisaca se rabi i francuski izraz nom de plume (ime iza pera). 
Pseudonim je poznat još iz antičkog doba, tijekom humanizma vrlo je omiljeno: tada su imena se latinizirana i grecizirana (Neander - Neumann; Agricola - Bauer i sl.)